# Zarządzanie łańcuchem dostaw
Zarządzanie łańcuchem dostaw (ang. supply chain management – SCM) – zarządzanie przepływami między ogniwami łańcucha dostaw. Umożliwia projektowanie, planowanie, realizację, kontrolę oraz monitoring łańcucha dostaw.
Zajmuje się przepływem informacji, produktów i usług. Wewnętrzne SCM obejmuje zagadnienia związane z zaopatrzeniem, produkcją i dystrybucją. Zewnętrzne SCM integruje przedsiębiorstwo z jego dostawcami i klientami.

## Korzyści
Do korzyści, które przynoszą systemy SCM, z całą pewnością można zaliczyć:
- ułatwienie globalnego planowania poziomu popytu na określone wyroby,
- możliwość dokonywania bieżących symulacji rynkowych, umożliwiających błyskawiczną reakcję na pojawiające się zapotrzebowania ze strony klientów,
- możliwość optymalizacji źródeł dostaw,
- jednoczesne planowanie specjalistycznych potrzeb materiałowych i określanie zdolności produkcyjnych,
- zapewnienie przejrzystości wzajemnych współzależności pomiędzy poszczególnymi ogniwami łańcucha dostaw,
- tworzenie zbiorczych planów związanych z zaopatrzeniem, magazynowaniem, produkcją oraz transportem wytwarzanych dóbr,
- definiowanie wszystkich ograniczeń istniejących sieci dostaw.

## VMI – zarządzanie zapasami przez dostawcę
Jednym z wielu instrumentów zarządzania logistyką jest VMI (vendor managed inventory), zwany również jako SMI (supplier managed inventory). Oznacza on optymalizację funkcjonowania łańcucha dostaw w wyniku zarządzania zapasami odbiorcy przez producenta, który decyduje o czasie i wielkości dostawy, gwarantując jednocześnie pełną dostępność produktów.
VMI jest więc procesem, w którym producent sam generuje zamówienia na rzecz klienta zgodnie z jego potrzebami, na podstawie informacji otrzymywanych od odbiorcy. Instrument ten najlepiej stosować w odniesieniu do produktów o łatwym do przewidzenia popycie oraz takich, dla których standardowa procedura zamówień jest kosztowna. Rozwiązanie to odciąża odbiorcę od ponoszenia kosztów zamrożonego kapitału i od ryzyka wahań sezonowych. W takiej sytuacji oprócz VMI często oferuje się dodatkowe rozwiązanie w postaci umowy consignment stock.
Rozpoczęcie współpracy na zasadach VMI musi się odbywać za zgodą obu stron. Jednak często producent lub odbiorca narzuca tę formę jako niezbędną do podjęcia współpracy. Może to wynikać zarówno z sił przetargowych, jak i wymagań technologiczno-informatycznych u strony narzucającej.
Proces VMI z opcją consignment stock (składu konsygnacyjnego) przebiega następująco:
- producent otrzymuje prognozę, którą potwierdza w formie delivery commitment (umowa dotycząca zobowiązania się dostawcy do dostarczenia produktów na podstawie prognozy i innych danych);
- producent dostarcza towar na podstawie prognozy, aby utrzymać uzgodniony poziom zapasów u producenta;
- zapasy dostarczone przez dostawcę są składowane w sposób fizyczny i logiczny, wyodrębniony;
- producent dostaje raport opracowany na podstawie list pobrań, zgodnych z bieżącym zużyciem;
- audyt zapasów jest dokonywany na podstawie ustaleń;
- naliczanie należności jest dokonywane automatycznie (self-billing), płatności są przekazywane w normalnym cyklu.

Korzyści ze stosowania VMI/SMI:
- obejmuje obie strony – redukcja błędów w danych i w wykonywanych operacjach, poprawa szybkości przebiegu procesu, zaangażowanie w podwyższenie standardów obsługi klienta finalnego, zacieśnienie współpracy, zmniejszenie wymaganego kapitału pracującego, kompresja czasu, ograniczenie liczby zwrotów oraz pilnych dostaw;
- producent lub dystrybutor – redukcja braków w zapasach i ich ogólnego poziomu, spadek kosztów planowania oraz składania zamówień, poprawa poziomu obsługi klienta, przeniesienie odpowiedzialności za utrzymywanie zapasów na dostawcę, uproszczenie procedur administracyjnych, zabezpieczenie przedsiębiorstwa przed negatywną sytuacja na rynkach dostarczanych materiałów i komponentów, zaangażowanie konieczne tylko w przypadku wystąpienia problemów;
- dostawcy – minimalizacja błędów w prognozowaniu, wpływ promocji łatwy do uwzględnienia w planach zapasów, redukcja błędów w zamówieniach, znajomość stanów zapasów pozwala na stosowanie priorytetów w realizacji dostaw, przewidywanie potrzeb przed ich faktycznym wystąpieniem, optymalizacja produkcji, zmniejszenie błędów w prognozowaniu, stabilność relacji z klientem;
- ogólne – wyższa retencja klientów, zredukowanie niepewności co do wysokości popytu, niższe zapasy wymagane w poszczególnych ogniwach łańcucha dostaw.

### Wykorzystywane technologie
- EDI
- kody kreskowe
- rynki elektroniczne
- RFID